# Mindy Kaling
Vera Chokalingam, mer känd som Mindy Kaling, född 24 juni 1979 i Cambridge i Massachusetts, är en amerikansk skådespelare, manusförfattare och TV-producent.
Kaling är bland annat känd för att spela rollen som Kelly Kapoor i The Office. Hon inledde sitt arbete med The Office som manusförfattare och har utöver det även regisserat och producerat flertalet avsnitt. Avsnittet Niagara som hon skrev tillsammans med Greg Daniels nominerades till en Emmy Award 2010. 2012 fick Kaling sin egen serie på Fox kallad The Mindy Project. Där spelade hon huvudrollen samt skrev och producerade serien. Vidare har hon skapat flera TV-serie såsom NBC-komedin Champions (2018), Hulu-miniserien Four Weddings and a Funeral (2019), Netflix-komedin Never Have I Ever (2020–2023) och HBO Max-komedin The Sex Lives of College Girls (2021–).
Hennes första filmroll var i The 40-Year-Old Virgin (2005) mot Steve Carell.

## Privatliv
I december 2017 födde Kaling en dotter, vars gudfar är B.J. Novak. I september 2020 födde hon sitt andra barn, en son, och i februari 2024 föddes hennes tredje barn, en dotter. Kaling har hållit alla tre graviditeter hemliga och har valt att inte avslöja identiteten på barnens far, inte ens till nära vänner.

## Filmografi (i urval)
- 2005 – The 40-Year-Old Virgin
- 2005–2012 – The Office (TV-serie) (även manusförfattare, exekutiv producent och regissör)
- 2007 – Bröllopsprovet
- 2009 – Natt på museet 2
- 2010 – Dumma mej (röst)
- 2011 – No Strings Attached
- 2012 – The Five-Year Engagement
- 2012 – Röjar-Ralf (röst)
- 2012–2017 – The Mindy Project (TV-serie) (även skapare, manusförfattare och producent)
- 2013 – This Is the End
- 2015 – Insidan ut (röst)
- 2018 – Ett veck i tiden
- 2018 – Ocean's 8
- 2019 – Late Night (även manusförfattare och producent)
- 2019 – The Morning Show (TV-serie)
- 2020 – Never Have I Ever (TV-serie) (även medskapare, manusförfattare och exekutiv producent)
- 2021 – Monster på jobbet (TV-serie)
- 2025 – With Love, Meghan (TV-serie)